# بن برودر
بن برودر (انگلیسی: Ben Browder؛ زادهٔ ۱۱ دسامبر ۱۹۶۲) یک هنرپیشه اهل ایالات متحده آمریکا است. وی از سال ۱۹۷۸ میلادی تاکنون مشغول فعالیت بوده‌است.
از فیلم‌ها یا برنامه‌های تلویزیونی که وی در آن نقش داشته‌است می‌توان به دروازه ستارگان اس‌جی-۱، قانون‌شکنان و فرشتگان، بوسه پیش از مرگ و بچه‌های بد آکادمی کرستویو اشاره کرد.